# Óblast de Nóvgorod
Nóvgorod (en ruso: Новгородская область) es uno de los cuarenta y siete óblast que, junto con las veintiuna repúblicas, nueve krais, cuatro distritos autónomos y dos ciudades federales, conforman los ochenta y tres sujetos federales de Rusia. Su capital es Veliki Nóvgorod. Está ubicado en el distrito Noroeste, limitando al norte con Leningrado, al este con Vólogda, al sur con Tver y al oeste con Pskov.

## Geografía
El área del óblast es de 53.895 km². El óblast de Nóvgorod limita al noroeste con el óblast de Leningrado, al este con el óblast de Vologda, al sureste con el óblast de Tver, y al suroeste con el óblast de Pskov.
La parte oeste está formada por tierras bajas que rodean el lago Ilmen, mientras que el este presenta territorios de gran altura. El punto más alto es el monte Ryzhokha (296 m).

## Galería

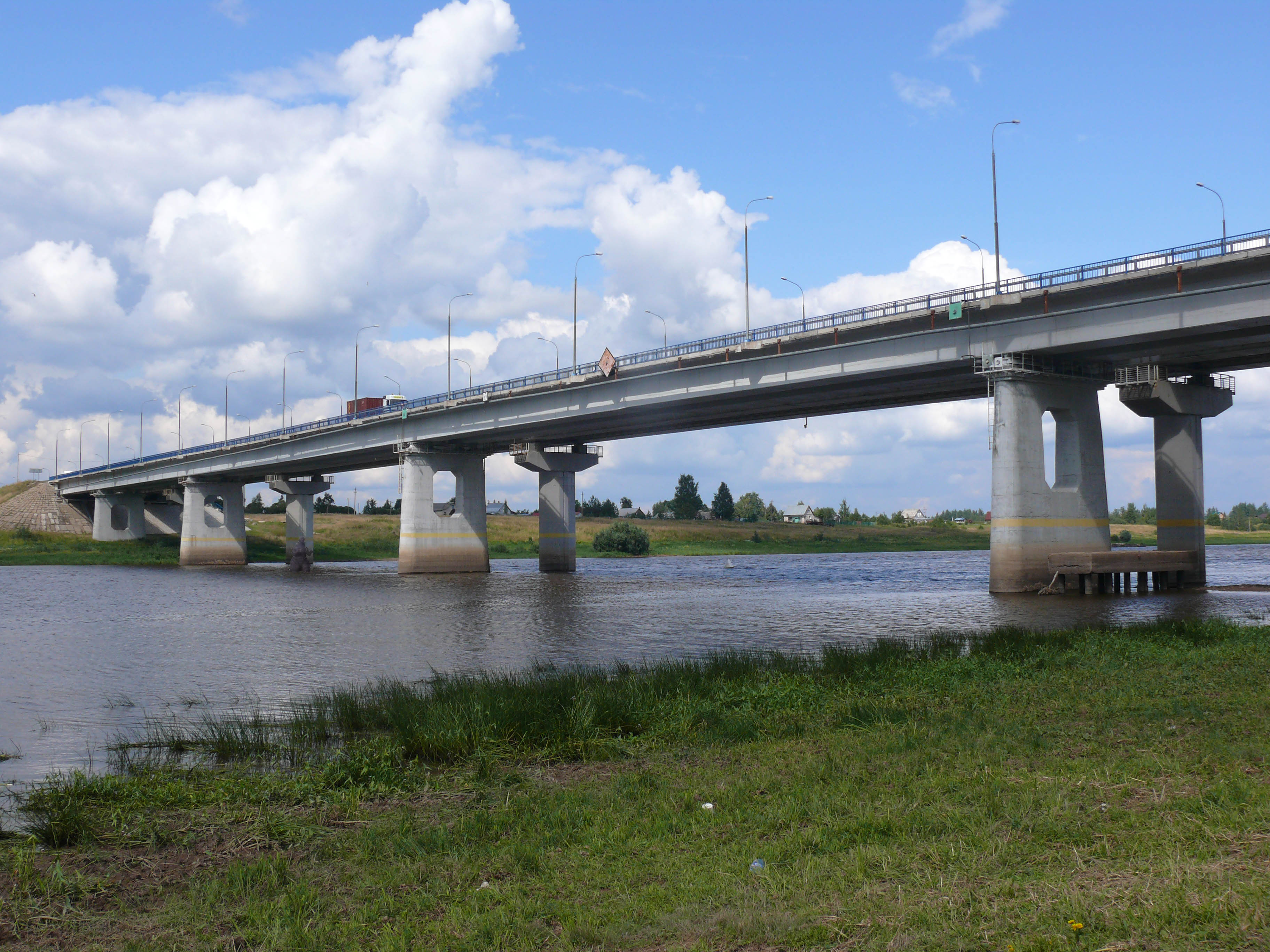
Puente sobre el río Vóljov
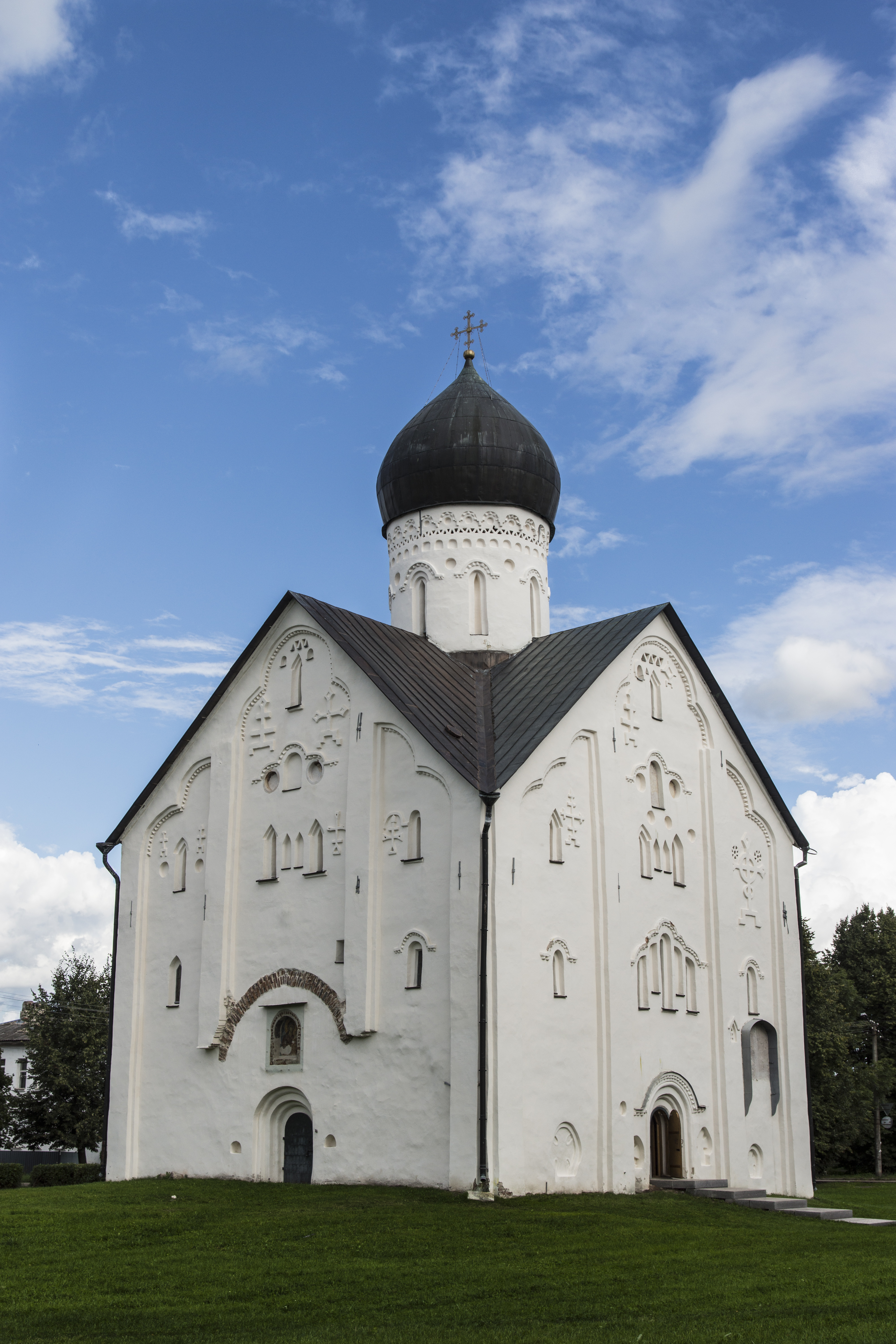
Iglesia de la Transfiguración
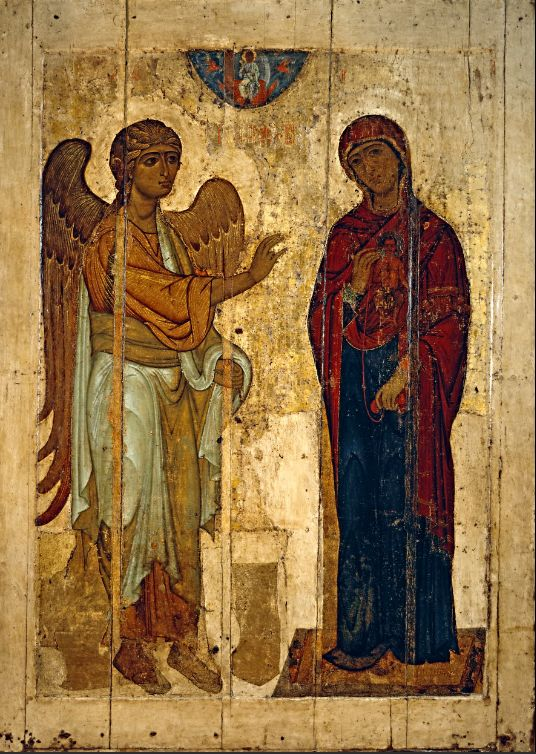
Icono de la Anunciación
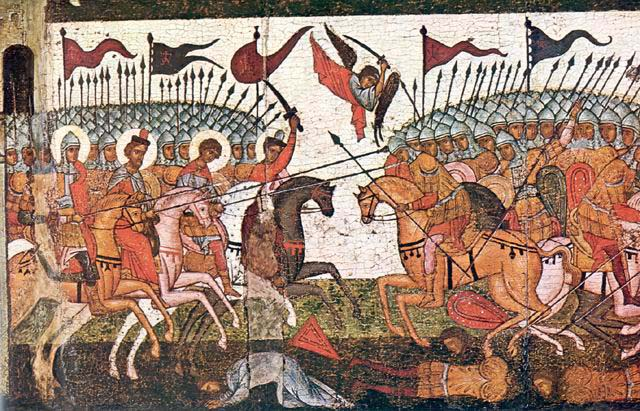
Icono de una batalla, 1460